# Haras national de Lamballe
Vous lisez un « bon article » labellisé en 2019.
Le haras national de Lamballe  est l'un des cinq pôles équestres de la région française Bretagne. À l'origine, c'est un dépôt d'étalons royaux, créé à l'automne 1783 dans l'unique écurie d'une caserne de la ville de Lamballe. Supprimé en 1790, brièvement recréé en 1825, ce haras national trouve sa forme définitive à partir de 1842, avec pour fonction de mettre des étalons reproducteurs à la disposition des propriétaires des 70 000 juments poulinières de sa circonscription. De nombreux travaux d'agrandissement jusqu'au début du XXe siècle permettent la construction de onze nouvelles écuries qui hébergent alors jusqu'à 350 étalons de toutes races. Le haras national joue un rôle majeur dans le développement de la race du Norfolk-Breton, futur Postier breton, en important des étalons Trotteur Norfolk depuis l'Angleterre. Il est également à l'origine du succès de l'étalon demi-Ardennais Naous, l'un des étalons fondateurs de la race du Trait breton.
Au début du XXIe siècle, le haras national de Lamballe passe sous gestion d'un syndicat mixte et perd ses anciennes fonctions d'étalonnage public.  Il se tourne alors vers le tourisme et la préservation du cheval Breton. Il accueille chaque année entre 60 000 et 75 000 visiteurs. Avec ses bâtiments patrimoniaux classés, il dispose notamment d'une sellerie d'honneur réputée et d'une collection de 22 véhicules hippomobiles. Il organise de nombreuses manifestations, dont le concours national du cheval Breton, ainsi que le plus grand festival équestre de Bretagne chaque année au mois de septembre, les Mille Sabots.

## Histoire

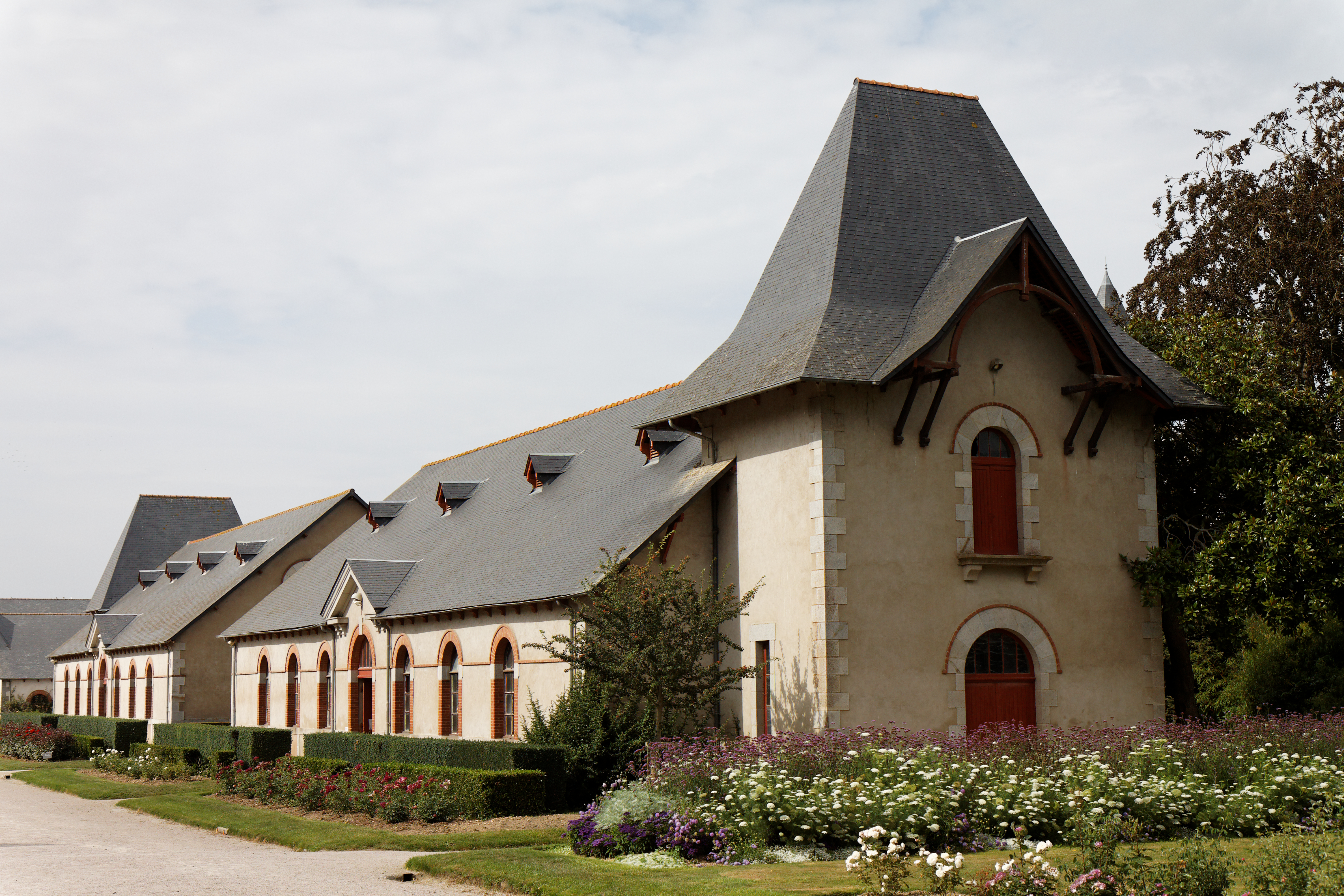
Bâtiments administratifs du haras national de Lamballe, établis dans l'écurie no 1, vus depuis l’entrée ouest.

Le haras national de Lamballe est l'un des berceaux de la race du Postier breton, autrefois dénommé Norfolk-Breton. Les archives de ce haras, entre les années 1864 et 2016, occupaient 252 mètres linéaires, mais seuls 49 mètres linéaires ont été conservés à la suite d'un travail d'archivage terminé en octobre 2018.

### Dépôts d'étalons de Lamballe

#### Premier dépôt, 1780-1790
Un dépôt d'étalons temporaire existait déjà à Lamballe en 1780, hébergeant 19 chevaux, dont 7 bidets bretons. La création du haras remonte à un dépôt d'étalons royaux initié en 1783, à la suite d'un rapport de l'Académie d'agriculture de Rennes. Ce dépôt est créé à l'automne, dans une écurie de la caserne Saint-Martin de Lamballe, en s'acquittant d'un prix de location annuel de 240 livres, et en embauchant deux palefreniers et un maître-maréchal pour les huit étalons royaux accueillis. Quatre nouveaux étalons arrivent en février 1785, puis deux sont transférés depuis l'évêché de Saint-Malo. Un vétérinaire formé à Alfort est appointé en 1785. Ce dépôt d'étalons est supprimé en 1790, comme le sont tous les autres haras et dépôts royaux.

#### Tentatives de restauration du dépôt
Le dépôt est progressivement restauré sous l'Empire. Le 24 juin 1807, le préfet reçoit l'ordre de faire visiter le couvent des Ursulines et des Augustines de sa ville, puis le 3 septembre, le couvent Sainte-Catherine : aucun de ces lieux n'est retenu pour y établir un dépôt d'étalons. Le 7 janvier 1809, le ministre écrit que les frais d'installation sont trop importants pour établir un dépôt d'étalons à Lamballe.
En 1814, les étalons restants sont expulsés de la caserne pour pouvoir y parquer des prisonniers de guerre. En 1819, le maire de Lamballe, Louis Colas de La Baronnais, signale que des marchands de chevaux d'origine étrangère achètent les meilleurs animaux de la commune aux éleveurs ; il réclame de nouveau un dépôt d'étalons en 1818 et 1819. L'année suivante, six étalons sont envoyés par l'administration des haras dans la commune de Lamballe, chez l'aubergiste Lagadec. Ce dernier se fait prendre à faire saillir ses propres chevaux au détriment de ceux qui lui ont été confiés, et ne pas pratiquer les prix réglementaires. Le maire propose alors d’héberger ces étalons dans la caserne Saint-Martin.

#### Second dépôt, 1825-1833
En 1825, l'essai de création d'un haras véritable n'aboutit pas. Le maire de Lamballe réclame l'établissement d'un dépôt d'étalons dans sa ville, en faisant adopter un vœu par le conseil d'arrondissement de Dinan. Une ordonnance royale du 16 janvier 1825, relative à la réorganisation des haras nationaux, ordonne le rachat de la caserne Saint-Martin (alors propriété de M. Micault de Mainville) par la ville de Lamballe ; la ville et le département contribuent ensuite financièrement aux travaux d'installation. M. Gravé de la Rive est nommé chef du dépôt, puis rapidement remplacé par M. Thiery fin 1828, lequel est remplacé par M. de Coëtquen des Ormeaux de Coëtdihuël. M. de Salinis dirige le dépôt de 1831 jusqu'à sa fermeture, en 1833. Quatre étalons sont acquis entre 1826 et 1830. La commission équestre des Côtes-du-Nord, réunie en février 1829, souligne la bonne qualité des juments poulinières du département, et demande des crédits à Lamballe pour pouvoir acheter les meilleurs étalons locaux avant leur vente dans le commerce. Cependant, l'ouverture du haras national de Langonnet fait juger la création d'un dépôt d'étalons à Lamballe comme inutile. Le dépôt est supprimé administrativement pour raisons budgétaires en 1833. Une lettre du préfet datée du 5 mars 1834 ordonne le transfert du matériel et des chevaux vers Langonnet. Les frais d'aménagement engagés sont perdus, et les quatre étalons transférés à Langonnet. Le dépôt est officiellement fermé en 1834, après huit années d'exercice et quatre directeurs différents. Cela entraîne des protestations, notamment dans le Journal des Haras. La fermeture du dépôt est notée dans le registre de la commission équestre des Côtes-du-Nord comme une « calamité qui répand le découragement parmi les éleveurs ». De nombreuses réclamations d'éleveurs arrivent au préfet et au conseil général, le rattachement des activités d'élevage équin à Langonnet pour tout le département des Côtes-du-Nord amenant de grandes perturbations. En décembre 1835, le préfet transmet ces plaintes au ministre, déplorant les frais engagés par la ville et le département, en vain. En 1836, le conseil général demande le rétablissement du dépôt d'étalons de Lamballe.

### Création définitive du haras
Dans un contexte d'opposition entre l'administration militaire et celle des haras, le 12 novembre 1842, une ordonnance royale divise la gestion des activités des haras nationaux dans l'ancienne province de Bretagne en deux parties : les départements des Côtes-du-Nord et de l’Ille-et-Vilaine échoient au haras de Lamballe,, alors créé sous sa forme définitive. 

« Nous croyons pouvoir annoncer maintenant que le rétablissement du dépôt d'étalons de Lamballe est positivement arrêté, et que l'ordonnance paraîtra incessamment. Situé au milieu de contrées fertiles, bien cultivées et immensément riches en belles poulinières, cet établissement ne peut manquer de produire le plus grand bien et de contribuer puissamment à l'amélioration des différentes races chevalines qui se trouvent répandues sur le sol de la Bretagne. »

— A. de Rochau
Il ne dispose à l'époque que d'une écurie. Une seconde, de même taille, est mise en construction la même année. Ce haras public a la charge théorique des 70 000 poulinières réparties dans ces deux départements, une bonne partie étant mises à la reproduction avec des étalons privés. Le haras est brièvement dirigé par M. Paulin de Thélin, lequel parvient à y générer des revenus importants, malgré le coût des travaux qui a endetté la ville de Lamballe. Cette direction suscite des controverses en raison de sa parenté avec Achille de Montendre, et du contexte de lutte entre l'administration des haras et celle des remontes militaires. Il s'ensuit de nombreuses vicissitudes et de fréquents changements de direction entre 1842 et 1852.
En 1842, ce haras accueille le premier étalon trotteur Norfolk de Bretagne, Sir Henry Dimsdale, qui se reproduit une année avant d'être transféré au haras national de Saint-Lô,. Le haras héberge aussi, à cette époque, des diligenciers Percheron, et des étalons de selle militaires de type Pur-sang, Arabe, et Anglo-normand. En 1844, il compte 35 étalons, dont 7 Pur-sangs. Un incident est rapporté en 1852, à l'occasion de la visite de l'inspecteur général des remontes, le général des Carrières, qui déclare que les chevaux du Midi (Arabe et Barbe) conviennent mieux aux haras et station du sud de la France. Le maire de Lamballe en rend compte au préfet, qui fait remonter au ministre le souhait de garder des étalons Arabe et Barbe au haras de Lamballe.
En 1857, le haras national de Lamballe reçoit une courte visite de Napoléon III,. En 1864, l'étalon trotteur Norfolk Flying Cloud est importé depuis l'Angleterre vers le haras de Lamballe ; il deviendra le père de Corlay, l'un des étalons les plus réputés qu'aient connu la Bretagne. Le découpage départemental est modifié en 1860, Lamballe recevant la charge du Nord du département du Finistère, le département d'Ille-et-Vilaine étant confié au haras national d'Hennebont. En 1865, un rapport de l'Administration des haras fait valoir que, sans vouloir proscrire l'élevage du cheval de gros trait, elle juge utile de remplacer les étalons de gros trait de Lamballe par des étalons Anglo-normands et Norfolk.
Consécutivement à la défaite de la France au terme de la guerre franco-allemande de 1870, le haras de Lamballe est agrandi via la construction des écuries no 3 à no 7, ce qui permet l'hébergement de 350 étalons. Grâce à un bon accueil des éleveurs, Lamballe accroît ses importations d'étalons trotteur Norfolk depuis l'Angleterre, via le nord du Finistère. Les premières tentatives d'élevage du cheval d'artillerie par croisement avec le carrossier normand, visant à fournir des chevaux militaires après la défaite de 1870, sont en revanche un échec. Le 20 septembre 1871, le directeur du haras de Lamballe M. Benéteau envoie un rapport au conseil départemental, dans lequel il déplore la « routine et la méfiance » des éleveurs locaux tournés vers le cheval de trait, et souhaite un développement de l'élevage de chevaux plus légers et rapides,. À partir de 1885, la résistance des éleveurs à la politique d'élevage du haras devient importante.

### Des années 1900 à 1950

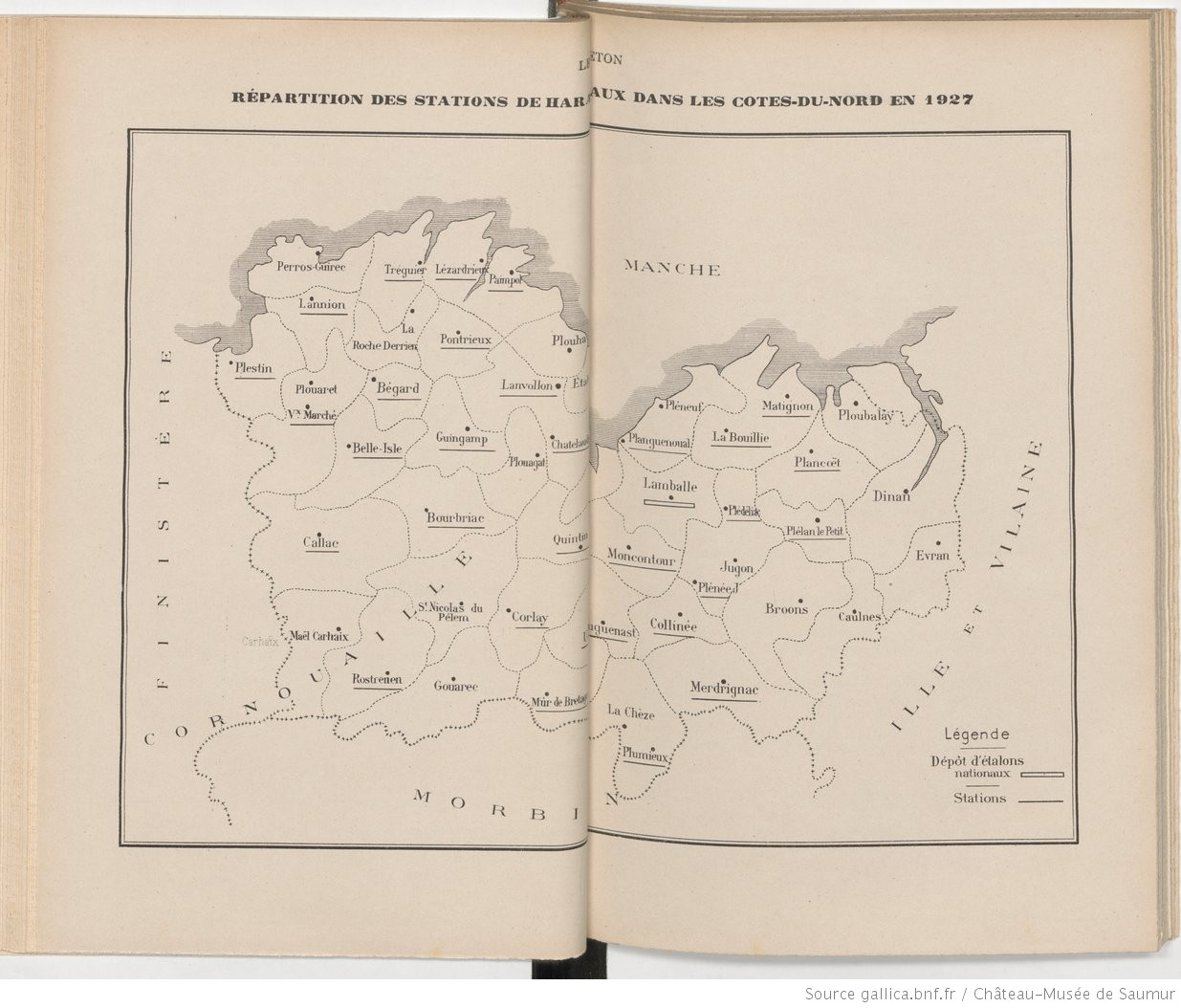
Stations de reproduction des haras nationaux dans les Côtes-du-Nord en 1927.

Les activités d'élevage sont réorganisées en 1900 avec la nomination d'un nouveau directeur, M. Dupont-Auberville. Le haras subit aussi un incendie cette même année, détruisant une partie de ses archives : plus aucune statistique n'est disponible entre 1870 et 1900. La nomination d'un inspecteur des haras d'origine bretonne, M. Auguste Ollivier, et la position de M. Dupont-Auberville comme directeur à Lamballe, permettent un soutien à l'élevage du cheval de traction. Il amène à Lamballe un étalon Norfolk réputé, du nom de Denmark Vigorous. Il travaille avec M. de Robien pour créer des concours-épreuve de chevaux d'artillerie attelés, en 1909. 
Avant la Première Guerre mondiale, l'élevage du cheval de traction est devenu extrêmement prospère. Le conflit décime les chevaux concernés, mais encourage parallèlement aux activités d'élevage. Durant cette guerre, les étalons de Lamballe sont très fortement sollicités pour espérer reconstituer des effectifs de chevaux militaires. En 1917, la circonscription du haras de Lamballe compte 65 000 juments et 391 étalons nationaux, pour 1 017 étalons privés. Durant l'entre-deux-guerres, la station de Corlay, gérée par Lamballe, s'oriente vers l’élevage du galopeur, tandis que la race bretonne élevée à Lamballe tend vers l'alourdissement par croisement avec l'Ardennais, tout en conservant les allures héritées du trotteur Norfolk,. En 1927, le haras national de Lamballe est le second  haras de France comptant le plus grand nombre d'employés, avec 127 sous-agents. En 1928, il héberge 384 étalons, dont 324 de race bretonne.
En 1938, le haras de Lamballe gagne subitement en réputation grâce à l'étalon Naous, arrivé à la station de Callac. Ce chef de race se reproduit durant 14 ans. Juste avant la Seconde Guerre mondiale, le haras compte 327 étalons reproducteurs, dont une majorité de trait, pour les 21 000 juments de sa circonscription. Le haras de Lamballe parvient à maintenir une activité d'élevage durant la seconde moitié du XXe siècle grâce à la reconversion des chevaux de trait dans la viande, et au développement de l'élevage des chevaux de course et de sport.

### Des années 1950 à 2000

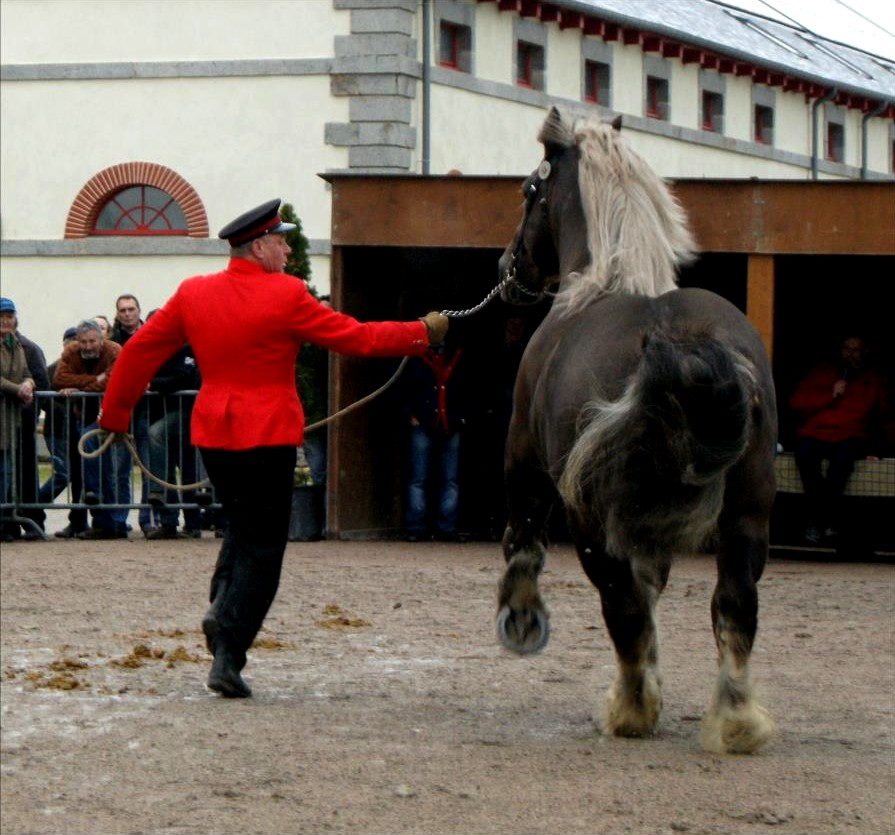
L'étalon national Rigolo de Feins, pendant une présentation au haras de Lamballe.

Durant les années 1970, le directeur Jacques Lippens impulse une vague d'importations de poneys de race Connemara.
En 1980, le haras de Lamballe emploie 68 agents, et compte 103 étalons de race bretonne, pour 21 de selle ou poneys. Le déclin du marché du cheval de trait fait passer ce chiffre à 46 étalons bretons en 1993, mais le nombre de saillies par étalon a augmenté, témoignant de l'efficacité de l'établissement, et de la progression de la qualité des équipements de reproduction, avec un recours croissant à l'échographie. Le haras est en effet l'un des premiers à avoir mis en place l'insémination artificielle pour ses étalons de trait, en 1980.
Au début des années 1990, le haras national de Lamballe gère la reproduction d'environ 2 000 juments, ainsi que des stations de monte dans les communes de Bégard, Bourbriac, Callac, Corlay, Lannion, Loudéac, Merdrignac, Quintin, Rostrenen, Landivisiau, Lanmeur, Lannilis, Saint-Pol-de-Léon et Saint-Renan. Il héberge également des chevaux et poneys appartenant à des sociétés d'équitation, et de jeunes chevaux en cours de dressage, hors des périodes de reproduction. Il participe, avec le haras d'Hennebont et le syndicat des éleveurs de chevaux bretons, à la mise en place de concours d'attelage réservés à ces chevaux de trait, à partir de 1990. En 1993, des étalons bretons du haras de Lamballe participent à la première coupe de France d'endurance inter-races de chevaux de trait.

### Passage sous la gestion du syndicat mixte
En juillet 2006, le syndicat mixte du Haras de Lamballe est créé. Il compte quatre collectivités : la région Bretagne, le département des Côtes-d'Armor, Lamballe Communauté et la ville de Lamballe.
Le 15 octobre 2015, l'Institut français du cheval et de l'équitation (IFCE) annonce que ce haras, comme tous les sites qu'il gère qui ne sont pas à vocation nationale, sera mis en vente en janvier 2016, à moins qu'un accord ou un partenariat ne soit signé avant la fin de l'année. Les investisseurs sont peu nombreux, mais la vocation équestre du site ne devrait pas être remise en cause.
Le syndicat mixte rachète le haras de Lamballe à l'automne 2016. L'évolution de la fonction du site prévoit d'en accentuer la vocation équestre en diversifiant les races de chevaux accueillies, d'accueillir des résidents, d'organiser spectacles et expositions artistiques, de créer un musée et d'innover.
Une association de préfiguration au groupement d'intérêt public visant à préserver le cheval Breton est créée en décembre 2014, et siège depuis au haras de Lamballe. Elle prend en charge les missions d’étalonnage exercées jusqu'alors par l’IFCE. En 2015, un rapprochement, puis un jumelage, est envisagé entre le haras de Lamballe et celui d'El Batan, en Tunisie.
Le haras reçoit une subvention de 130 000 euros de la région Bretagne pour son fonctionnement sur l'année 2019.

## Description du site
Le haras national de Lamballe est situé en plein centre-ville. Par comparaison aux autres haras nationaux français, il présente des bâtiments concentrés dans un espace relativement restreint, de l'ordre des 5 hectares.

Plan du haras national de Lamballe.

### Bâtiments patrimoniaux

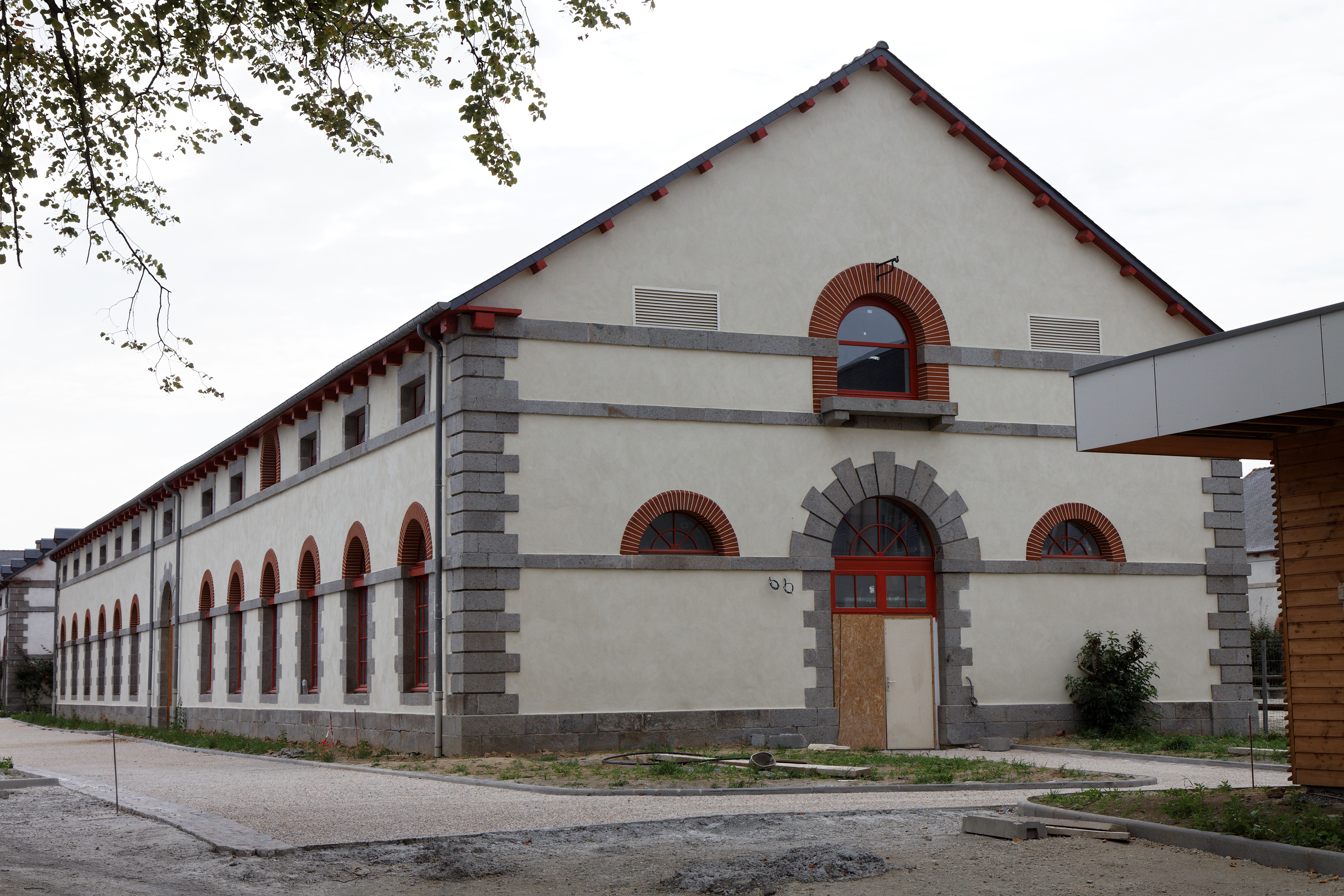
Bâtiment administratif du haras de Lamballe.

Le haras compte 12 écuries, toutes bâties entre 1825 et 1907. Ces bâtiments de briques rouges, de style napoléonien, présentent une architecture fonctionnelle similaire.
Le plus ancien bâtiment du haras de Lamballe est l'écurie no 1, dont les murs remontent à la fin du XVIIIe siècle. L'écurie no 2, située en face, a été bâtie en 1842. Les corps de logis réservés à l'adjudant et au sous-directeur sont situés entre ces deux écuries, et ont été érigés à l'ancien emplacement d'une grille d'honneur. Tous les autres bâtiments, écuries, bureaux, sellerie, sont datés de la fin du XIXe siècle. Deux rangées d'écuries symétriques aboutées à l'entrée principale ont été édifiées perpendiculairement, sur l'ancien lieu-dit « La ferme du Pavillon », à l'époque de la direction par M. Dupont-Auberville. 
Une écurie avec stalles bâtie avant 1907 a été restaurée en 2005 pour devenir un lieu d'exposition artistique et d'animations pédagogiques, l'« écurie des Arts ».
Ce haras dispose aussi d'une remise à voitures hippomobiles, d'une forge, d'un hangar et d'un château d'eau.

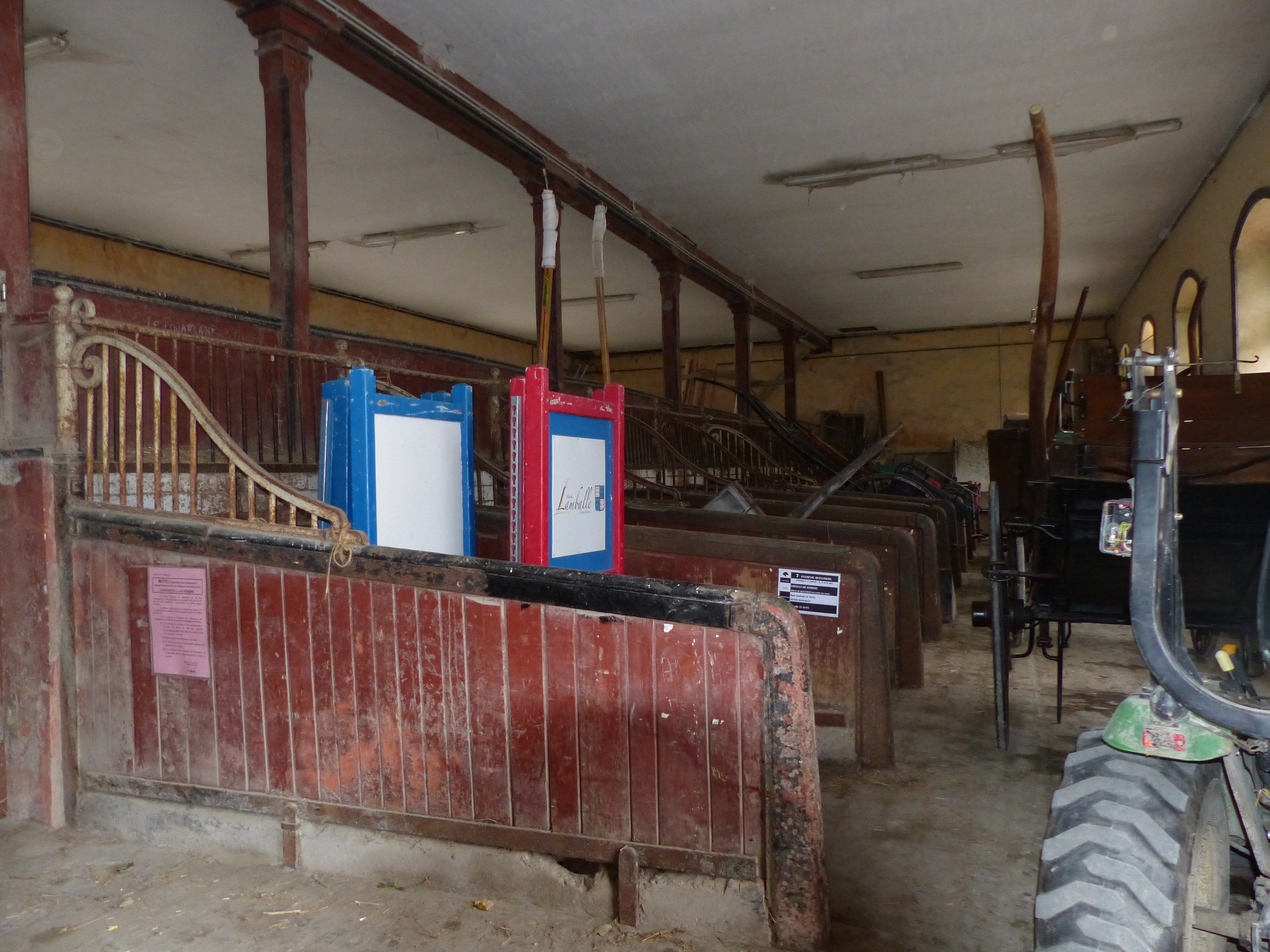
Anciennes écuries, équipées de stalles.
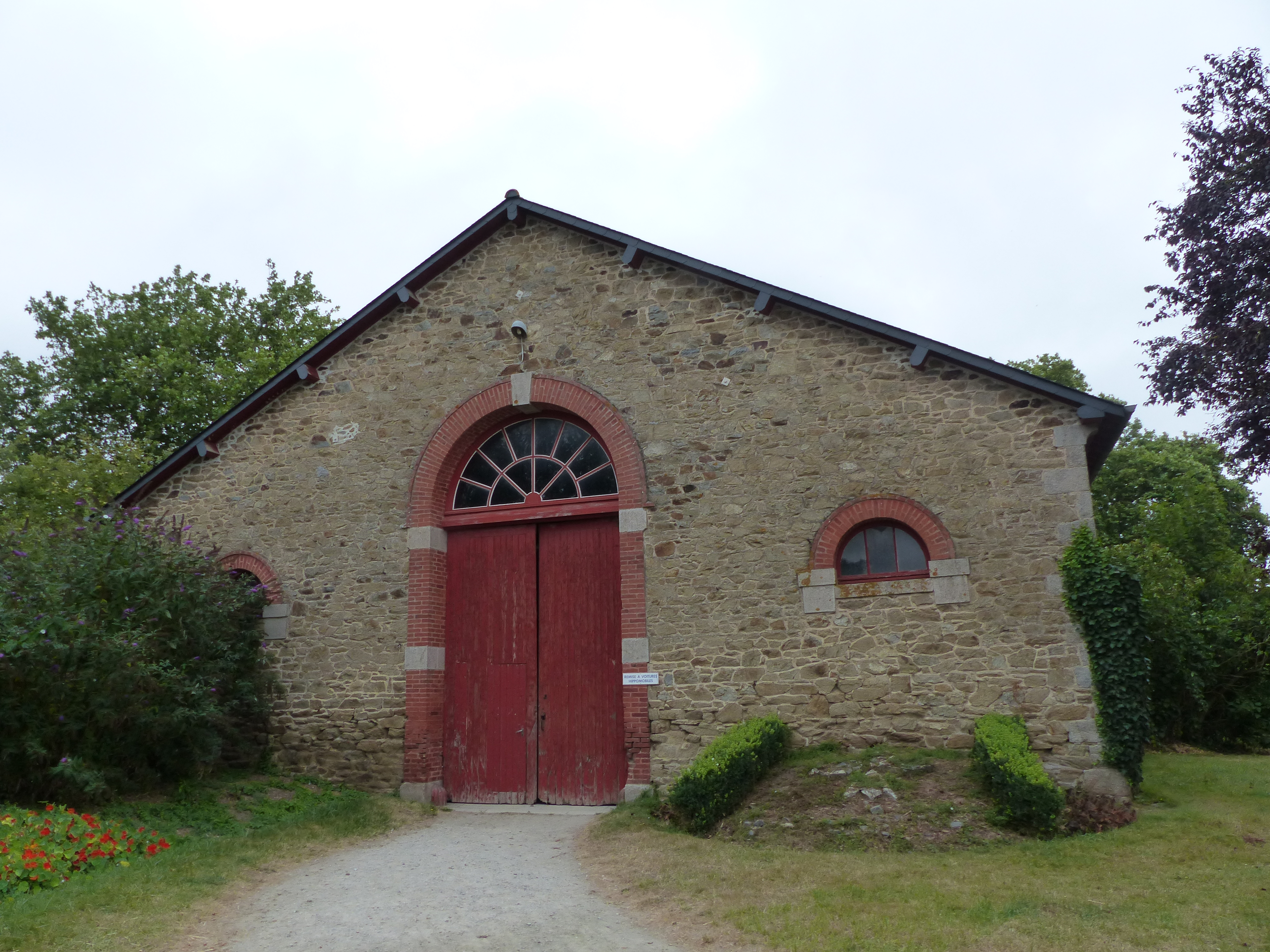
Remise à voitures hippomobiles.
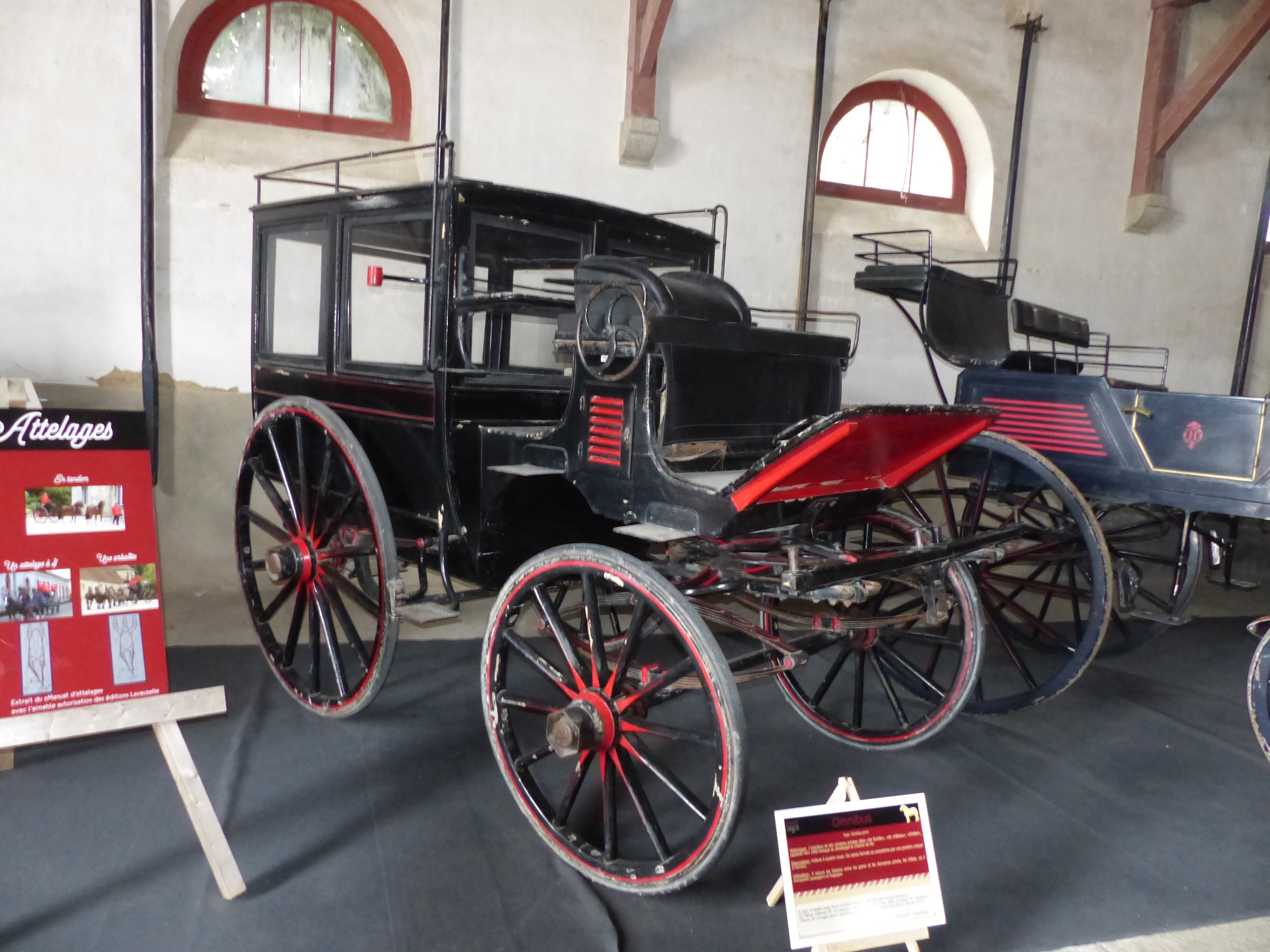
Omnibus, dans la remise à voitures hippomobiles.
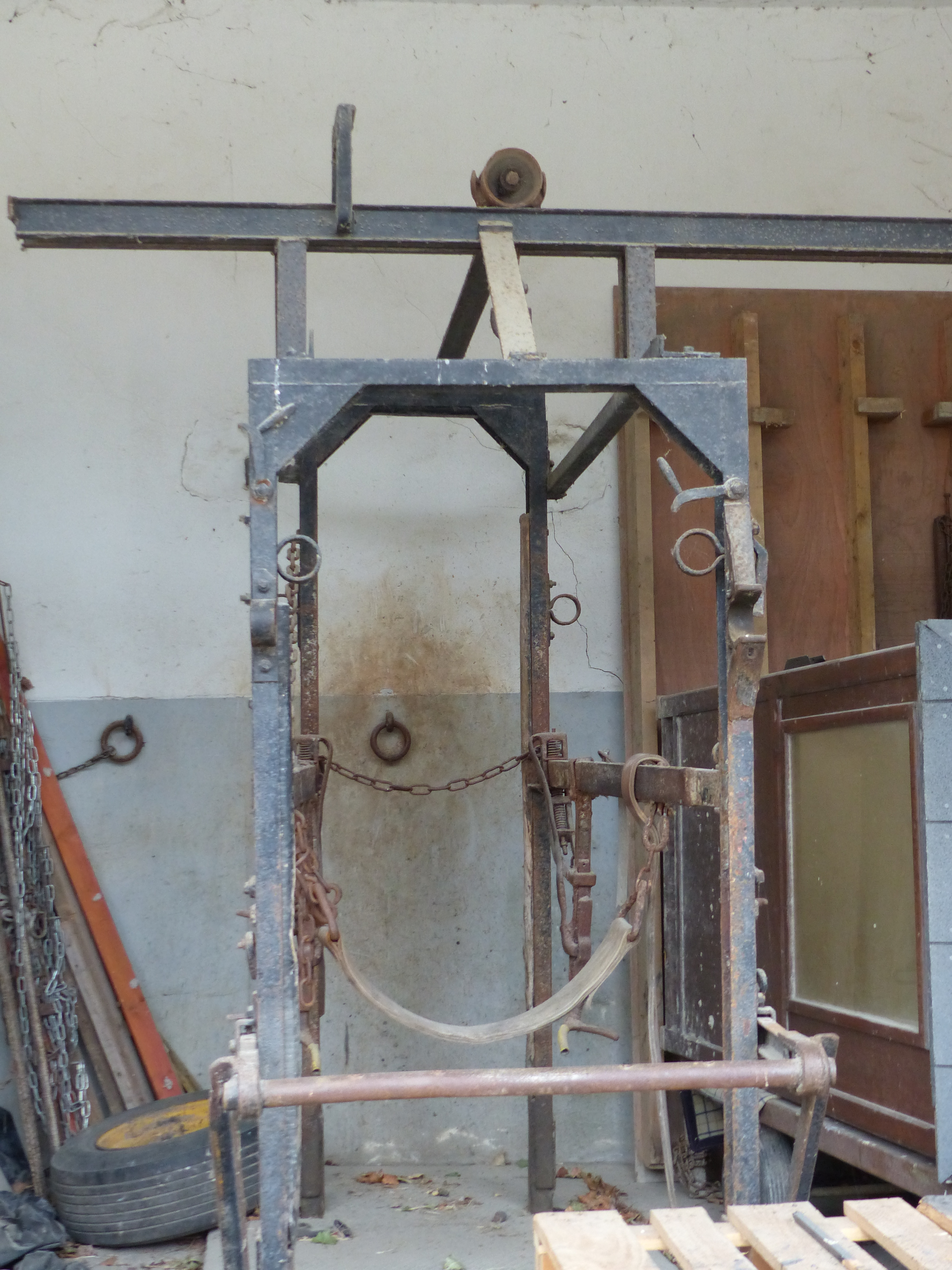
Travail à ferrer, dans la forge.

Le haras est inscrit comme monument historique par arrêté du 11 décembre 2015 : cela concerne tous les bâtiments datés d'avant la Première Guerre mondiale, ainsi que l'écurie no 10, et concernant le parc, son sol d'assiette, ses murs, clôtures et portails.

### Équipements équestres
Un grand manège est construit en 1962, puis rénové en 2011, dans une ambiance aux couleurs vives, tranchant avec le reste du site. Destiné aux usages sportifs et publics, il compte un gradin fixe d'une capacité de 130 places, et 16 alcôves pouvant accueillir 128 personnes. Un gradin démontable permet d'augmenter la capacité d'accueil à un total de 600 personnes.
Le rond d'Havrincourt, ou rond de présentation, rénové en 2012, est destiné à la présentation de jeunes chevaux et au saut en liberté. Mesurant 38 mètres sur 18, il dispose d'un sol en sable fibré et d'une lice démontable.
Le haras de Lamballe dispose d'une des plus grandes carrières d'honneur de tous les haras nationaux, soit 35 mètres de large sur 135 de long. Cette carrière est destinée à l'organisation des concours et de divers évènements.
Il dispose enfin d'un parc équestre de 13 hectares, ouvert aux promeneurs comme aux professionnels du cheval grâce à des pistes différenciées et à un usage réglementé.

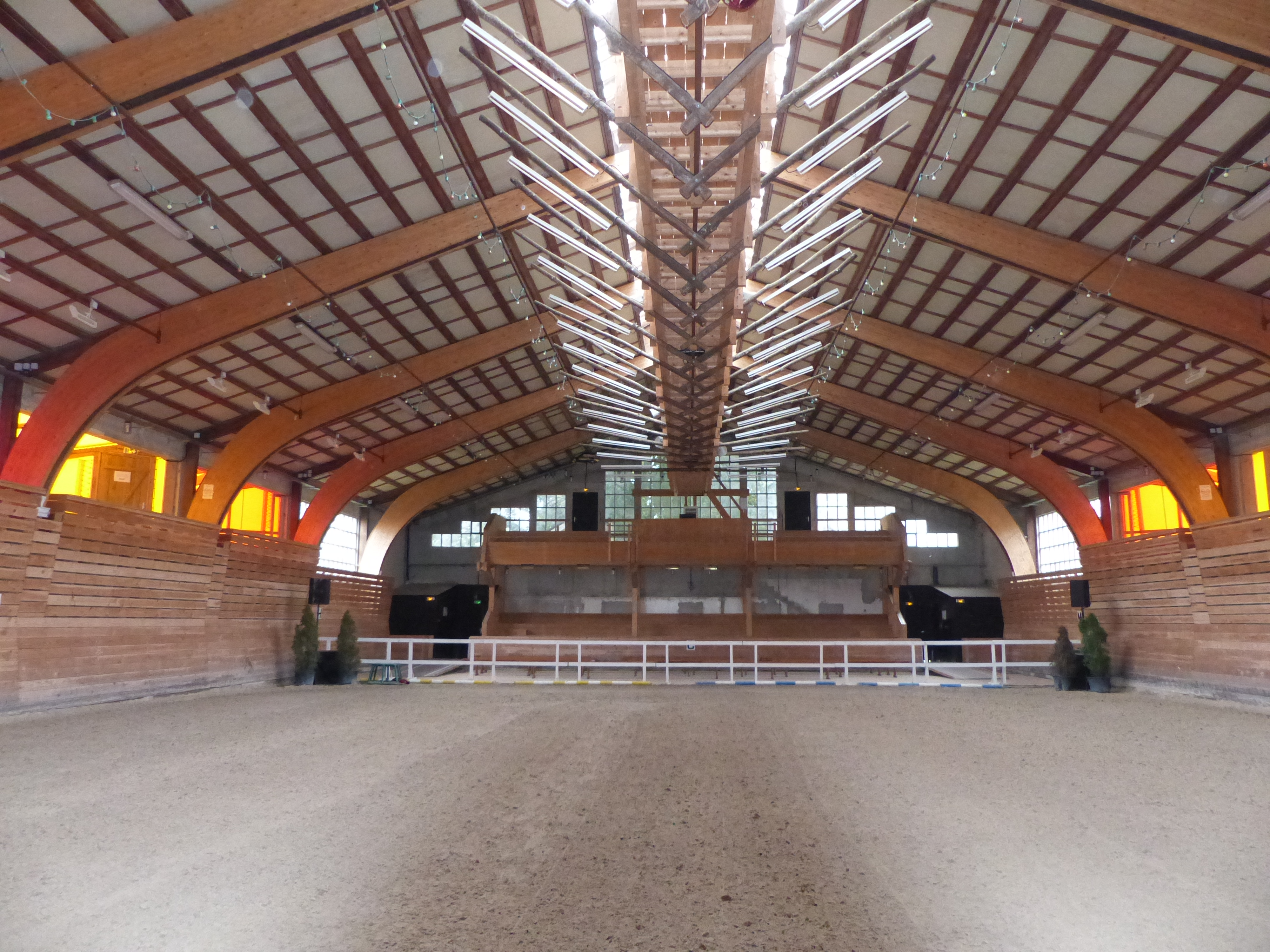
Le grand manège.
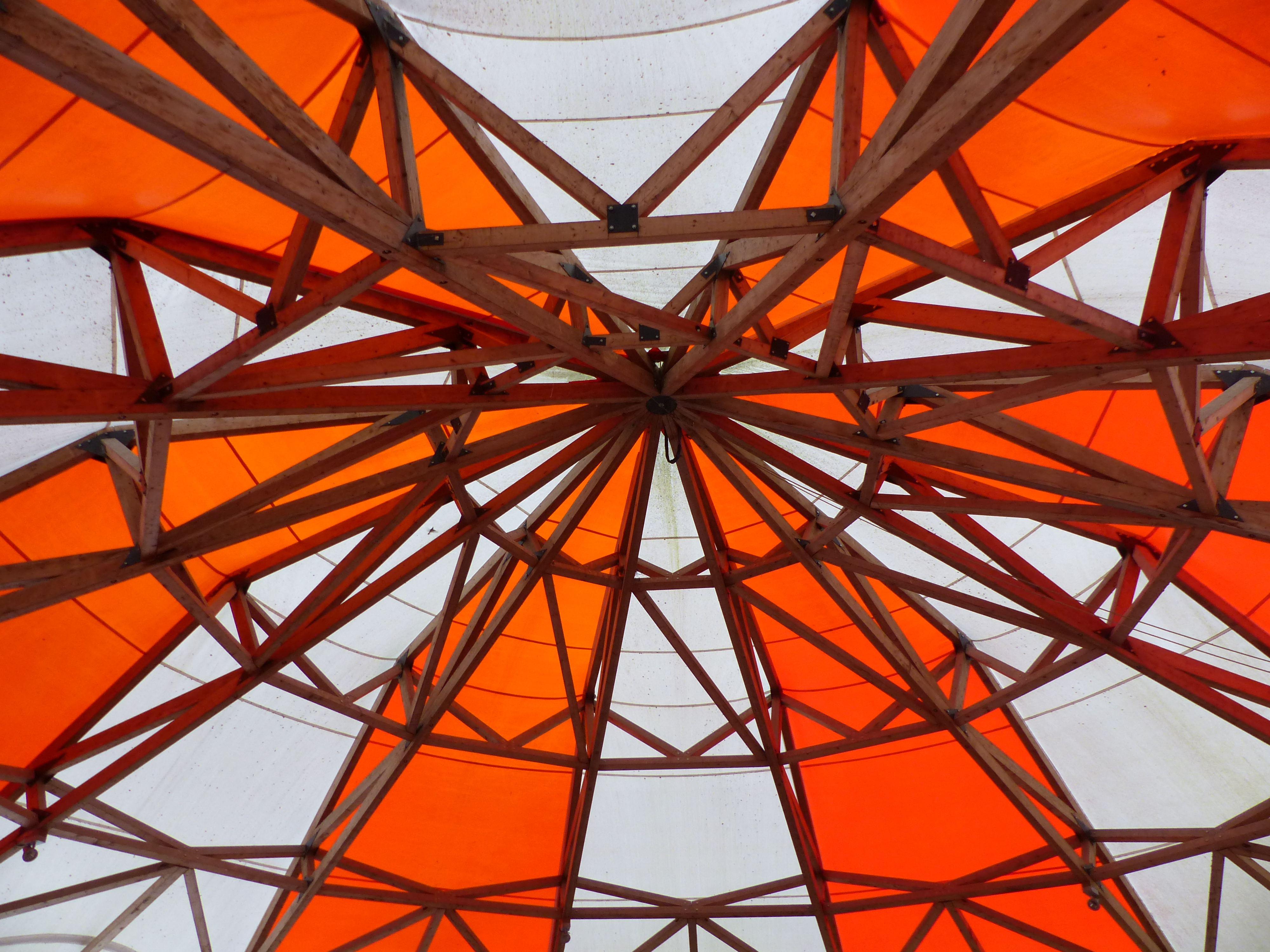
Menuiseries du rond de présentation couvert.
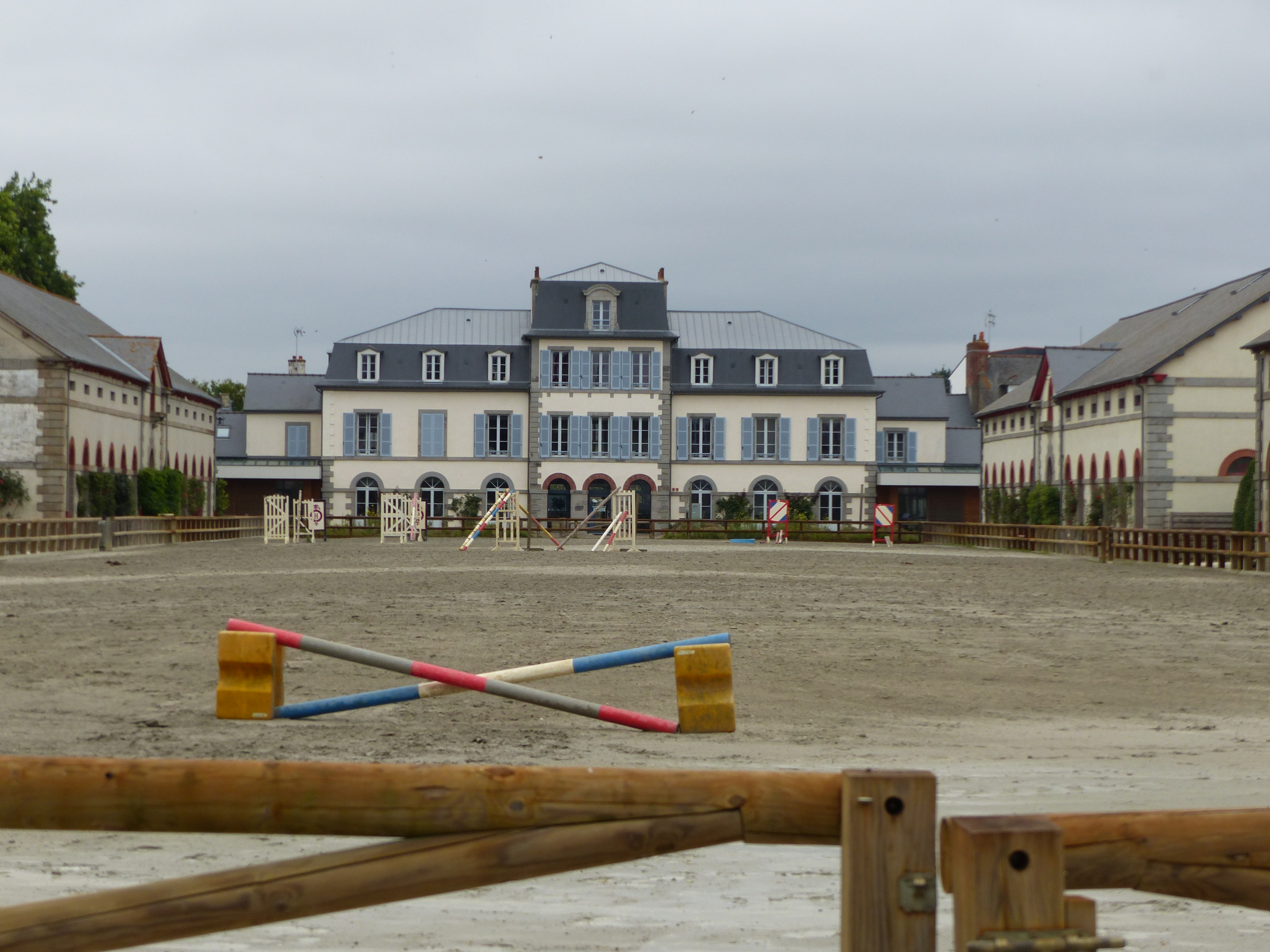
La carrière d'honneur, avec le bâtiment des officiers au fond.

### Collections

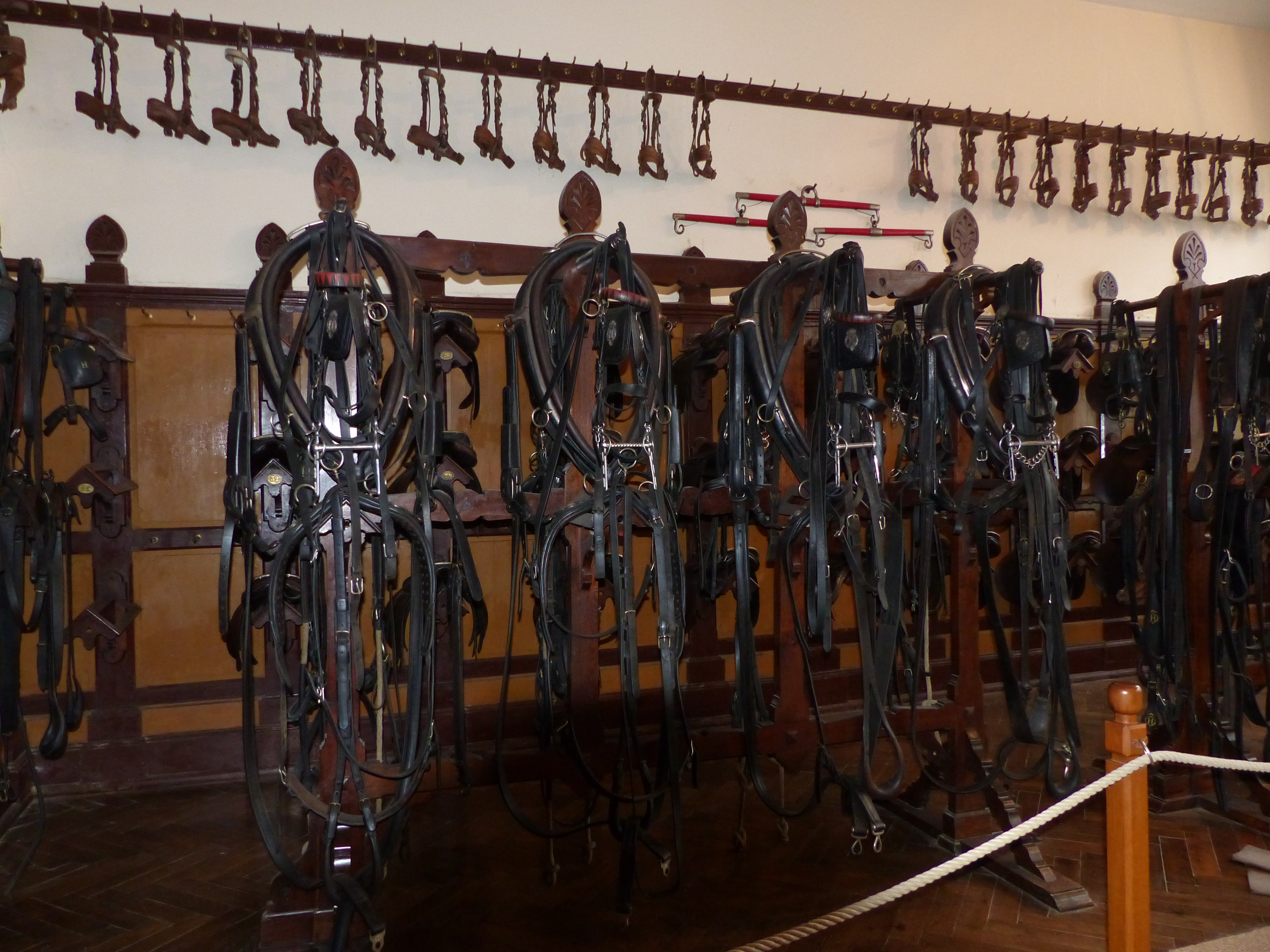
La sellerie d'honneur.

Le haras détient un important parc de véhicules hippomobiles patrimoniaux, avec 22 hippomobiles, dont un omnibus, un marathon, un tilbury et des squelettes.
La sellerie du château de Beaumanoir (situé près de Quintin), exposée dans la « graineterie » de l’écurie no 10, est un don des époux Saint-Pierre effectué en 2006. Cette collection comporte de nombreux objets équestres d'usage avant le début du XXe siècle, notamment des outils de dentisterie équine, et l'un des premiers modèles de tondeuse mécanique.
La sellerie d'honneur du haras expose une très importante collection de harnachements d'attelage, témoignant de l'importance passée des meneurs de chevaux Postier breton. Ces harnais de différents modèles sont estampillés de la marque officielle des Haras nationaux. La sellerie expose aussi divers modèles de selles, notamment en amazone.

### Végétation
Le site du haras de Lamballe compte un grand nombre d'espèces d'arbres et de variétés de plantes à fleurs. Plus de 35 variétés de rosiers se trouvent sur le site, ainsi que du rhododendron pontique. Les arbres du site comptent un noyer d'Amérique centenaire, un séquoia géant de 122 ans référencé comme arbre remarquable départemental, et un cèdre bleu de 60 ans.

## Direction
Certains directeurs ou inspecteurs des haras ont marqué l'histoire de Lamballe. Ainsi, d'après le commandant Saint-Gal de Pons, M. Ollivier, inspecteur général des haras au début du XXe siècle, « mérite d'avoir son nom inscrit en lettres d'or sur les fastes du dépôt de Lamballe » en raison de son action de promotion du Postier breton comme cheval d'artillerie, qui a largement contribué au service de l'armée française et à la prospérité économique de cette région de Bretagne. Refusant les autres affectations, il reste durant 27 ans dans les haras de l'Ouest. Considéré comme le « grand directeur » de Lamballe, M. Dupont-Auberville a « placé Lamballe sur un pied inégalé » et a été un fin meneur d'attelages, dont le passage dans les rues de la ville de Lamballe a été remarqué. 
M. J. Gendry, sous-directeur de Lamballe durant la Seconde Guerre mondiale, est interné à trois reprises pour résistance, dont une fois par la Gestapo.
Le haras est dirigé par M. Charpy de 1942 à 1957, puis par M. Roche jusqu'en 1972, enfin par M. Quatrebarbes et M. Arnauld. 
| Nom ,                       | Années d'exercice,                                | Fonctions,                                        |
| --------------------------- | ------------------------------------------------- | ------------------------------------------------- |
| M. Gravié de la Rive        | 1er janvier 1825 -                                | Non-installé                                      |
| M. Thiéry                   | 1826 ou 21 mars 1828 - 1er décembre 1828          |                                                   |
| M. de Coëtdihuël            | 1826 ou 1er décembre 1828 ; 1831 ou 1832          | Chef du dépôt, puis directeur                     |
| M. de Salinis               | 1832 - 1833 (dissolution du dépôt) ; 1834 ; 1842  |                                                   |
| M. Paulin de Thélin         | 12 août 1842 - 1848                               |                                                   |
| M. Delbose d'Auzon          | 1848 - (1859 ?)                                   |                                                   |
| M. Sarrans                  | 1er janvier 1849 - 1er mai 1850                   |                                                   |
| M. le baron de Taya         | 1er mai 1850 - 6 octobre 1852                     | Inspecteur général et directeur général           |
| M. de Bourgoing             | 6 octobre 1852 - 1er janvier 1853                 |                                                   |
| M. de la Houssaye           | 1er janvier 1853 - 1er février 1862               | Inspecteur général des haras                      |
| M. Benéteau                 | 10 février 1862 - 10 février 1874                 |                                                   |
| M. de la Motte-Rouge        | 10 février 1874 - 1er juillet 1880                | Inspecteur général des haras                      |
| M. de Fontrobert            | 1er juillet 1880 - 3 mai 1887                     | Inspecteur général des haras                      |
| M. Chambry                  | 3 mai 1887 - 1er janvier 1890                     | Inspecteur général des haras                      |
| M. Quinchez                 | 1er janvier 1890 - 1er juillet 1892               | Inspecteur général des haras                      |
| M. de Pardieu               | 1er août 1892 - 1er mars 1900                     | Inspecteur général des haras et directeur général |
| M. Dupont-Auberville        | 22 mars 1900 - 1er mai 1917                       |                                                   |
| M. Gaillard                 | 1er mai 1917 - 7 décembre 1922                    |                                                   |
| M. Le Harivel de Gonneville | 16 décembre 1922 - 16 août 1923, puis 1923 - 1942 | chargé des haras, puis directeur                  |
| M. Charpy                   | 1942 - 1957                                       | Inspecteur général des haras                      |
| M. Roche                    | 1957 - 1972                                       |                                                   |
| M. Jacques Lippens          | 1972 -                                            |                                                   |
| M. Philippe de Quatrebarbes |                                                   |                                                   |
| M. Arnauld                  |                                                   |                                                   |

## Missions, événements et tourisme

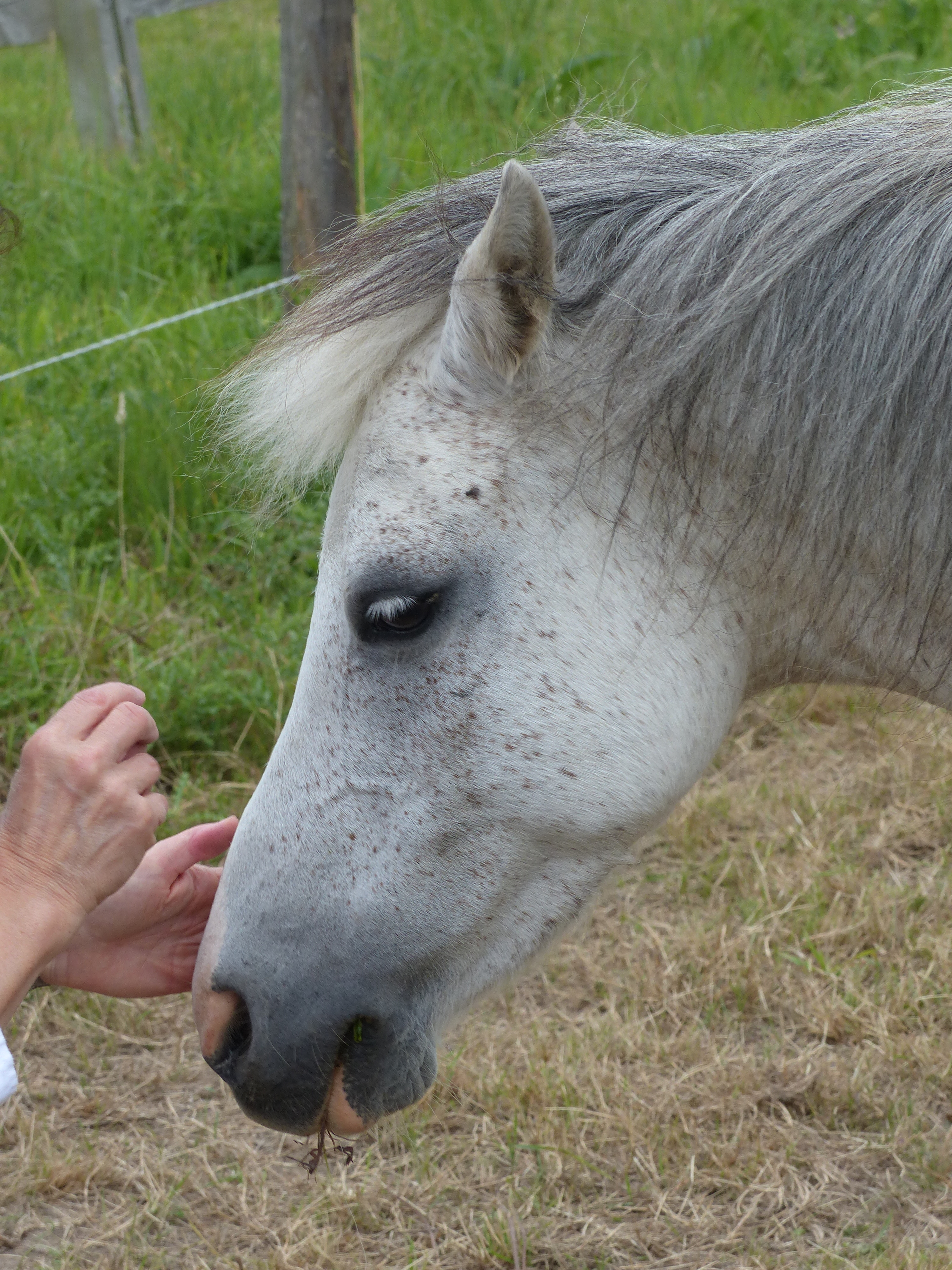
Poney Welsh A du haras de Lamballe utilisé pour l'équithérapie.

Le haras national de Lamballe a organisé historiquement des concours de pouliches bretonnes, de poulinières, de jeunes chevaux de selle et de jeunes chevaux d'obstacle, deux concours hippiques d'envergure nationale chaque année, un événement d'achat d'étalons bretons, et des ventes de jeunes chevaux de selle. L’événement le plus réputé historiquement est sa reprise d'attelage, lors de sa remontée dans la Grande Cour. Le haras accueille le concours national du cheval breton en septembre 2018, et une étape du Grand National de saut d'obstacles en juin 2019. En février 2019, la star du saut d'obstacles et du jeu vidéo Alexandra Ledermann y donne un stage. Le haras accueille aussi des sessions d'équithérapie et de développement personnel par le cheval.
Le syndicat mixte du haras de Lamballe s'occupe désormais de toutes les organisations et manifestations du site. L'orientation vise notamment le tourisme, en restant néanmoins tournée vers la valorisation du cheval Breton. Le syndicat mixte soutient un projet de cheval territorial de race bretonne dans les rues de Lamballe. 
Les visites guidées du haras sont possibles,, et sont alors théâtralisées avec de petites saynètes. Le haras propose aussi à des jeunes et des adolescents de découvrir le monde du cheval à travers des stages immersifs. 

### Mille Sabots
La plus importante des manifestations organisées au haras de Lamballe est Les Mille Sabots qui, d'après son site officiel, attirent depuis leur première édition en 1999 entre 15 000 et 20 000 visiteurs, venus voir gratuitement environ 250 chevaux, à chaque édition. Les Mille Sabots constituent aussi le plus important festival équestre de la région Bretagne,. Traditionnellement, il débute par un défilé de cavaliers, d'attelages et de chevaux dans les rues de Lamballe. Un artiste d'honneur se produit dans la carrière principale du haras de Lamballe, et diverses animations s'y déroulent (pony games, saut d'obstacles, présentations de chevaux en main, attelage, dressage…). La manifestation propose aussi des bivouacs pour randonneurs et diverses démonstrations techniques.

### Jeudis du haras
Le syndicat mixte du haras de Lamballe organise des manifestations et spectacles chaque jeudi, les « Jeudis du haras ». Un spectacle équestre mettant à l'honneur les chevaux Trait et Postier bretons est organisé. Sont également possibles des promenades commentées, des balades à poney et en calèche. Pour la saison 2019, la présentation du spectacle est assurée par une artiste de jazz d'origine brestoise. La première représentation du spectacle de la saison 2019, « Cheval mon histoire », a affiché complet.

### Expositions d'art
Des expositions d'art (peintures, sculptures, photographies…) sont organisées dans une écurie dédiée, l'écurie no 10, dotée de stalles à col de cygne en fer forgé ; les expositions d'art équestre sont privilégiées.
En juillet 2014, une collection de 2 000 photographies et de plusieurs centaines d'objets liés au métier de palefrenier est présentée. En juillet 2019, des photographies anciennes du passé de la ville de Lamballe sont exposées sur les grilles du haras, et des peintures au format circulaire dans les allées.

### Marché de Noël
Le marché de Noël du haras, existant depuis 2009, attire environ 20 000 visiteurs chaque année (chiffres 2017 et 2018). Il se déroule sur trois jours, proposant expositions, artisanat, animations et spectacles,.